# Henrardia
Henrardia es un género de plantas herbáceas perteneciente a la familia de las poáceas. Es originario del suroeste y Asia Central.

## Etimología
El género fue nombrado en honor de J.Th.Henrard., agrostólogo alemán.

## Citología
Número de la base del cromosoma, x = 7. 2n = 14. 2 ploid. Cromosomas «grandes».

## Especies
- Henrardia glabriglumis
- Henrardia hirtella
- Henrardia persica
- Henrardia pubescens